# 조선의 불교
조선의 불교, 즉 조선 시대의 불교는 고려 말기의 불폐(佛弊)로 인해 조선 시대에는 억불숭유(抑佛崇儒) 정책이 강조되어 많은 법난을 겪었다. 이에 따라 한창 번성하고 있던 불교의 모든 종단이 위축 일로를 걷게 되어, 마침내 5교양종이 선교양종(禪敎兩宗)으로 바뀌게 되었다. 세종(世宗) 6년(1424)에 7종을 폐합하여 선교양종으로 바꾸었는데 이것은 왕명에 의한 것으로 조계종 · 천태종 · 총남종(摠南宗)을 선종으로, 화엄종 · 자은종 · 중신종 · 시흥종을 합하여 교종으로 폐합하고, 흥천사(興天寺)를 선종도회소(禪宗都會所)로, 흥덕사(興德寺)를 교종도회소(敎宗都會所)로 삼았다. 

## 시간의 흐름에 따른 발전

### 시대상이 투영된 법맥
조선의 억불 정책에도 불구하고 조선 시대에서도 많은 고승이 나타났는데 무학(無學) 자초(自超, 1327∼1405)를 비롯하여 호불론(護佛論)의 하나인 현정론(顯正論)을 제시한 함허(涵虛) · 기화(己和, 1376∼1433) 등이 있다. 명종(明宗)때 문정왕후(文定王后)의 도움으로 허응당(虛應堂) 보우(普雨)는 불교 부흥의 꿈을 실현시키려 했으니, 그는 판선종사(判禪宗師)가 되어 도승법(度僧法)과 승과(僧科)를 시행하였다. 그 결과 서산대사 휴정(休靜, 1520∼1604)과 사명대사 유정(惟政, 1544∼1610)이 등용되어 각각 선 · 교 양종의 판사(判事)가 되었다. 이와 같이 억불 정책 속에서도 조선의 불교는 인재를 발굴하여 계속 법맥(法脈)을 유지시키며 발전시켰다.

### 조선 중기 간행된 현실 한자음 경전
조선 중기 무렵인 연산군 2년에 현실 한자음 음운이 활용된 《육조법보단경 언해(六祖法寶壇經諺解)》의 간행은 문헌 기록에서 최초의 인쇄물로 확인된다. 이 인쇄물은 조선 초기에 세종시대 《동국정운》에 한자음이 아닌 것으로, 동시대에 다른 경전 인쇄물도 현실 한자음이 활용되어 간행되었다.

## 억압 제도와 불교

### 승려의 흑색 회색 의복에 착용 금지
백삼은 스님이 법회나 의식이 없을때 일상으로 입는 겉옷이었으며, 흑의는 스님 고유의 복식이었다. 1429년인 세종 11년에 승인의복흑색금지령(僧人衣服黑色禁止令)에 의해 흑색, 회색 사용이 금지된다. 염색이 어려웠던 탓에 백삼은 그대로 입었고, 흑색·회색으로 염색할 때는 먹물을 사용하였다.

### 11종단을 2종단으로 폐합하며 사라진 밀교 종단
1407년 태종 7년에 불교를 탄압하며 11개 종단을 7개 종단으로 폐합하고, 1424년 세종 6년에 불교를 탄압하며 7개 종단이 2개 종단인 선종(禪宗),
교종(敎宗)으로 폐합되었다. 그렇게 밀교 종단인 신인종과 총지종은 명맥이 없어진다.

### 승려의 사유재산 강제 환수 제도
고려 시대에 불교 승려 인구수 증가의 원인이기도 하였던, 승려의 사유재산 일부분에 불교 사찰로 강제 환수 제도가 조선 효종 때에 국가에서 처음으로 만들어지기도 한다.

### 승려의 한양도성 출입 금지
조선 세종 시대부터 임금의 특명이 없는 승려의 도성 출입은 문정왕후의 섭정 말기를 제외하고는, 1895년 청일전쟁이 끝나 일본 승려가 도성 출입을 허락 받을때까지 계속 금지된다. 경복궁 건축이 있을때마다 승려들도 노역자로 강제 동원이 되지만 흥선대원군은 도성 출입 금지를 풀지 않는다.

## 불교 건축물의 단층으로 변화
공식적으로 불교를 조선의 상류사회는 서서히 한쪽으로 밀어 놓았다. 불교 대승 경전에서 나타나는 장엄한 불전의 모습은 주로 2층 이상의 중층불전이나, 불교가 선, 화엄, 정토로 요약되던 18세기에 들어서는 몇몇 중층 전각들이 단층 전각들로 변화한다.

## 참고 문헌
- 이 문서에는 다음커뮤니케이션(현 카카오)에서 GFDL 또는 CC-SA 라이선스로 배포한 글로벌 세계대백과사전의 "종교·철학 > 한국의 종교 > 한국의 불교 > 한국의 불교〔서설〕 > 조선의 불교" 항목을 기초로 작성된 글이 포함되어 있습니다.